# Edukacja i Dialog
Edukacja i Dialog – miesięcznik wydawany przez Społeczne Towarzystwo Oświatowe, które jest ogólnopolskim stowarzyszeniem prowadzącym 200 szkół i placówek oświatowych, w których uczy się ok. 15 tysięcy uczniów i 3 tysiące studentów. 

## Profil czasopisma
"Edukacja i Dialog" ukazuje się od 1985. Jej pierwszym redaktorem naczelnym został prof. Julian Radziewicz. Pełnił tę funkcję do czerwca 2007. Początkowo pismo ukazywało się w drugim obiegu. Sekretarzem redakcji do tego czasu był Stanisław Więckowski. Obecnie pismem kieruje Witold Kołodziejczyk. Pismo posiada swoją wersję internetową. Pod patronatem merytorycznym czasopisma realizowany jest projekt "Autorytety dla edukacji".